# Äksi (Kose)
Äksi falu Észtország Harju megyéjében. Közigazgatásilag Kose községhez tartozik. Lakossága 2011-ben 25 fő volt.
2013-ig a megszűnt Kõue községhez tartozott.
A Kose–Purila főút mentén fekszik. Természeti látnivalója egy nagyméretű, glaciális eredetű szikla.

## Népesség
A település népessége az utóbbi években az alábbi módon alakult:
| Lakosok száma | 25   | 21   | 21   | 23   |
|               | 2011 | 2019 | 2020 | 2021 |